# Municipi de Tønder
El municipi de Tønder és un municipi danès que va ser creat l'1 de gener del 2007 com a part de la Reforma Municipal Danesa, integrant els antics municipis de Bredebro, Højer, Løgumkloster, Nørre-Rangstrup (excepte la parròquia de Bevtoft, que es va integrar al municipi de Hadesrlev, Skærbæk i Tønder. El municipi és situat a la costa oest del sud de la península de Jutlàndia, a la Regió de Syddanmark, abastant una superfície de 1278 km² i fent frontera amb l'estat alemany de Slesvig-Holstein.
L'illa de Rømø, una de les illes Frisones, forma part del municipi i està unida al continent a través d'un dic de 9 km.
La ciutat més important i seu administrativa del municipi és Tønder (7.787 habitants el 2009). Altres poblacions del municipi són:
- Abild
- Agerskov
- Arrild
- Bedsted
- Branderup
- Bredebro
- Brøns
- Døstrup
- Frifelt
- Havneby
- Højer
- Husum-Ballum
- Jejsing
- Løgumgårde
- Løgumkloster
- Møgeltønder
- Møgeltønder
- Øster Højst
- Rejsby
- Skærbæk
- Sønder Sejerslev
- Toftlund
- Visby

## Consell municipal
Resultats de les eleccions del 18 de novembre del 2009:
| Partit                       | vots | % vots |
| ---------------------------- | ---- | ------ |
| Socialdemokratiet            | 5830 | 28,3   |
| Det Radikale Venstre         | 155  | 0,8    |
| Socialistisk Folkeparti      | 1460 | 7,1    |
| Socialistisk Folkeparti      | 1784 | 8,7    |
| Dansk Folkeparti             | 393  | 1,9    |
| Dansk Folkeparti             | 1540 | 7,5    |
| Slesvigsk Parti              | 1011 | 4,9    |
| Venstre                      | 8191 | 39,8   |
| Enhedslisten - De Rød-Grønne | 214  | 1,0    |

### Alcaldes
| Alcalde          | Període               | Partit  |
| ---------------- | --------------------- | ------- |
| Laurids Rudebeck | 1-1-2007 a 31-12-2009 | Venstre |
|                  | 1-1-2010 a 31-12-2013 |         |